# Франческо IV д’Эсте
Франческо IV д' Эсте (итал. Francesco IV, 6 октября 1779[…], Милан — 21 января 1846[…], Модена) — герцог Модены и Реджо в 1814—1846 годах, c 1815 года также герцог Мирандола, а с 1829 года герцог Масса и князь Каррара.

## Биография
Сын эрцгерцога Фердинанда Австрийского и Марии д’Эсте.
Вступил на престол по решению Венского конгресса. При Франческо IV, жестоко расправлявшемся с революционным движением, Модена стала центром реакционных сил всей Италии. Революция 1831 года в герцогстве вынудила Франческо IV в феврале 1831 года бежать в Мантую. Но уже в марте 1831 года он вернулся, призвав на помощь австрийскую армию. Беспощадно расправился с участниками революции.
В феврале 1821 года был награждён орденом Св. Андрея Первозванного.

## Семья
В 1812 году Франческо женился на Марии Беатриче Савойской (1792—1840), дочери короля Виктора Эммануила I, которая приходилась ему племянницей, так как жена Эммануила была его родной сестрой. Дети:
- Мария Тереза (1817—1886), супруга Генриха, графа де Шамбора;
- Франческо V (1819—1875), герцог Модены, женат на Адельгунде Баварской;
- Фердинанд Карл (1821—1849), женат на эрцгерцогине Елизавете Франциске;
- Мария Беатриса (1824—1906), супруга Хуана, графа Монтисона.

## Образ в кино
Так закончилась любовь (Германия, 1934) — актёр Вилли Форст